# Posthochhaus (Würzburg)

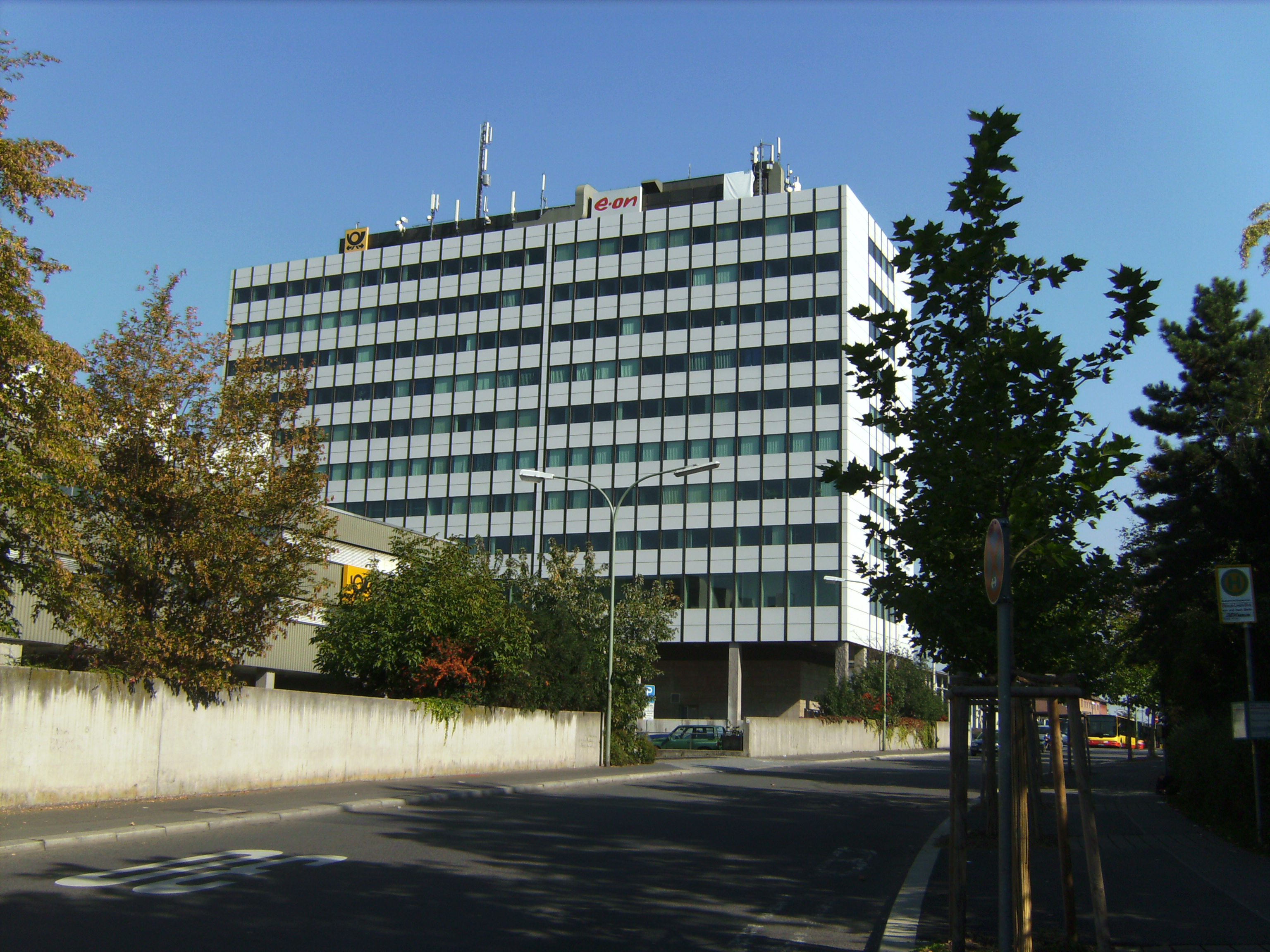
Posthochhaus

Das Posthochhaus in Würzburg ist ein zehnstöckiges Hochhaus am Hauptbahnhof in der Altstadt am Bahnhofplatz 2.
Das Gebäude wurde 1976 gebaut und prägt seitdem das Würzburger Stadtbild. Für das Posthochhaus musste ein Stück des Ringparks weichen, da die Bismarckstraße in südliche Richtung verlegt wurde. Die ursprünglich dunkle Fassade wurde 2003 mit weißen Platten verkleidet.
Der Vorgängerbau, das Bahnpostamt Würzburg, wurde 1901 erbaut und 1971 abgerissen.
Nutzung:
- Die Deutsche Bundespost benutzte das Haus früher als Verwaltungsgebäude. Heute befindet sich nur noch eine Postbank-Filiale mit Postdienstleistungen im Untergeschoss.
- Das Regionalstudio Mainfranken des Bayerischen Rundfunks befindet sich seit 1996 im Gebäude.
- Die Inspektion Würzburg der Bundespolizei nutzt das Gebäude mit 140 Beamten auf drei Stockwerken.
- MIG Modell IntegrationGesellschaft mbH und IFD Integrationsfachdienst Würzburg des Unternehmensverbund Mainfränkische